# Köllme

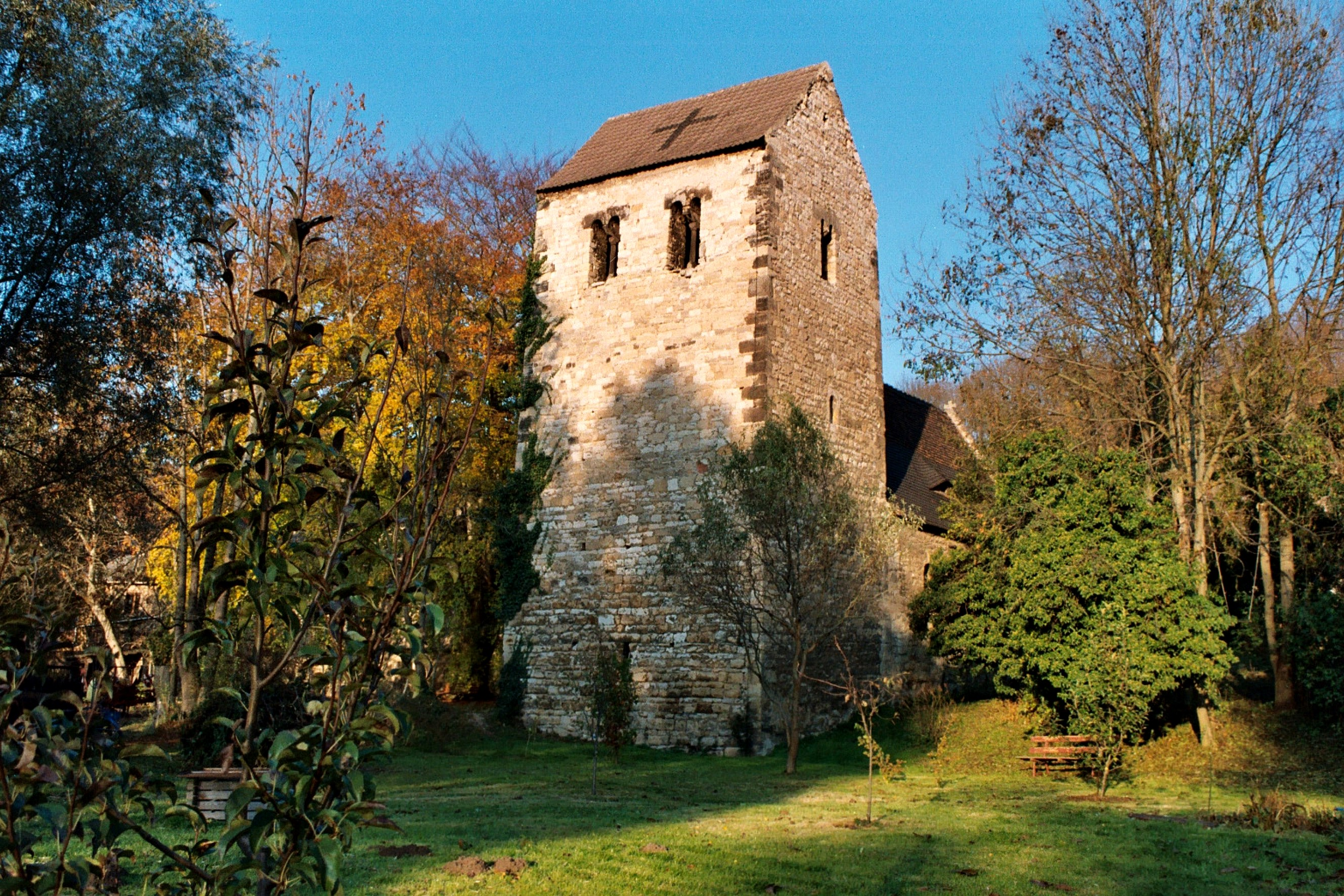
Dorfkirche St. Marien

Köllme ist ein Ortsteil der Ortschaft Zappendorf in der Einheitsgemeinde Salzatal im sachsen-anhaltischen Saalekreis.
Das Ortsbild wird geprägt durch die mittelalterliche Kirche St. Marien und das Jugendcamp im ehemaligen Steinbruch. Auch die Bauernhöfe entlang des Würdebaches und der Salza zählen zu den ältesten Gebäuden.
Zwei Fleischereien bilden die größten Gewerbe im Ort. Die Einwohnerzahl liegt bei etwa 400.

## Geschichte
Der Ort entstand aus einer zu 836 erwähnten Klosteranlage zwischen kleinen Fischerteichen, die heute trockengelegt sind. In einem im zweiten Drittel des 9. Jahrhunderts entstandenen Verzeichnis des Zehnten des Klosters Hersfeld wird Köllme als zehntpflichtiger Ort [Co]llimi im Friesenfeld erstmals urkundlich erwähnt.
Köllme (frühere Schreibweise: Cöllme) gehörte zum Amt Holzzelle im Distrikt Schraplau der Grafschaft Mansfeld. Bei der Teilung der Grafschaft Mansfeld 1738/80 kam der Ort zu dem Anteil, den das preußische Herzogtum Magdeburg erhielt. Mit dem Frieden von Tilsit wurde Cöllme im Jahr 1807 dem Königreich Westphalen angegliedert und dem Distrikt Halle im Departement der Saale zugeordnet. Der Ort kam zum Kanton Fienstedt. Nach der Niederlage Napoleons und dem Ende des Königreichs Westphalen befreiten die verbündeten Gegner Napoleons Anfang Oktober 1813 das Gebiet. Bei der politischen Neuordnung nach dem Wiener Kongress 1815 wurde Köllme im Jahr 1816 dem Regierungsbezirk Merseburg der preußischen Provinz Sachsen angeschlossen und dem Mansfelder Seekreis angegliedert.
Im Zuge der ersten Kreisreform in der DDR wurde Köllme am 15. Juni 1950 dem Saalkreis zugeordnet und am 20. Juli 1950 nach Zappendorf eingemeindet. Mit der zweiten Kreisreform 1952 kam Zappendorf in den neu zugeschnittenen Saalkreis im Bezirk Halle, der 2007 im Saalekreis aufging. Am 1. Januar 2010 kam der Ort mit Zappendorf zur Einheitsgemeinde Salzatal.